# Mass customization
La mass customization (espressione inglese traducibile come personalizzazione di massa) è la strategia di produzione di beni e servizi orientata a soddisfare i bisogni individuali dei clienti e contemporaneamente preservare l'efficienza della produzione di massa, in termini di bassi costi di produzione e quindi prezzi di vendita contenuti. 

L'uso dell'espressione, attribuita a Stan Davis che la usò per primo nel 1986 nel saggio Future perfect, è comune in diverse discipline, quali il marketing, il  management e la gestione della produzione.
La strategia presuppone che le imprese produttrici siano dotate di una notevole flessibilità nelle fasi di produzione e assemblaggio e interagiscano con i clienti; questi comunicano le loro specifiche esigenze ovvero scelgono la configurazione di prodotto desiderata tra le numerose alternative possibili. Oggi, l'adozione di tale strategia fa ampio ricorso a sistemi di computer-aided manufacturing e a tecnologie di informazione e comunicazione basate sul web, che permettono di ridurre il tempo intercorrente tra manifestazione delle esigenze dei clienti e disponibilità del bene da essi richiesto.

## Varianti
In letteratura sono state descritte quattro tipologie di mass customization che differiscono in base alla presenza o meno di cambiamenti nella natura del prodotto e nella comunicazione delle sue caratteristiche:
- collaborative customization (personalizzazione collaborativa): l'impresa definisce insieme a ciascun cliente le specifiche del prodotto o servizio in grado di soddisfare al meglio i suoi bisogni, e produce il bene personalizzato sulla base delle informazioni ricevute.
- adaptive customization (personalizzazione adattiva): l'impresa produce un prodotto standard, che però può essere personalizzato direttamente dai clienti finali, i quali hanno pertanto la possibilità di modificarne le caratteristiche.
- transparent customization (personalizzazione trasparente): l'impresa fornisce ai clienti prodotti personalizzati ma non mette in evidenza questo aspetto; in questo caso è fondamentale soddisfare accuratamente i bisogni della clientela.
- cosmetic customization (personalizzazione cosmetica): l'impresa produce un unico prodotto standardizzato e ne personalizza esclusivamente la fase di vendita.

## Criticità
L'adozione della mass customization è tuttavia caratterizzata da alcuni aspetti critici, che talvolta ne possono ridurre l'adozione pratica. Ad esempio, perché lo strumento sia efficace, è opportuno che i clienti e l'impresa condividano il linguaggio tecnico necessario per una buona comunicazione delle specifiche desiderate per il prodotto o il servizio; ciò spesso costituisce un limite all'adozione della mass customization quando i clienti sono consumatori finali. Inoltre, l'eccesso di varietà dell'offerta potenziale (mass confusion) nella pratica impedisce ai clienti di scegliere l'alternativa in assoluto migliore: essi, cioè, spesso si accontentano di valutare un numero ridotto di alternative e di scegliere quella che si avvicina maggiormente alle loro esigenze, senza preoccuparsi dell'eventuale esistenza di alternative migliori rispetto a quella selezionata.